# Jürgen Schlegel (Tänzer)
Jürgen Schlegel (* 10. November 1977) ist ein deutscher Profitänzer, Tanzsporttrainer und Dance-Instructor aus Ravensburg.

## Leben
Jürgen Schlegel absolvierte nach seiner Schulzeit zunächst ein Lehramtsstudium und eine Ausbildung zum pharmazeutisch-technischen Assistenten. Dem folgte die Ausbildung zum Tanzsporttrainer A Latein in den lateinamerikanischen Tänzen in Hamburg bei Bernd und Evelyn Hörmann.
Sportlich war er zunächst Leistungsturner. Im Alter von sieben Jahren begann er mit dem Tanzen, zunächst verschiedene Stilrichtungen wie Hip-Hop, Jazz Dance, Stepptanz und Rock ’n’ Roll, bevor er mit 14 einen Tanzkurs in einer Tanzschule besuchte. Dort tanzte er in einer Lateinformation, wo er auch seine Tanzpartnerin Ksenija Gorenc kennenlernte, mit der er seit 1998 tanzte.
In zwei Jahren tanzte sich das Paar, das für den Amateur Tanzsportclub Blau-Rot Ravensburg e. V. an den Start ging, von der untersten Klasse bis in die höchste Startklasse S-Latein. Anfang 2006 wechselte beide zu den Professionals. Aus beruflichen und gesundheitlichen Gründen musste sich Ksenija Gorenc dann jedoch vom aktiven Tanzsport zurückziehen. Von 2009 bis Anfang Oktober 2011 tanzte Jürgen Schlegel mit Melissa Ortiz-Gomez bei den Professionals Latein.
Einem größeren Publikum wurde Jürgen Schlegel im Jahre 2007 durch seine Teilnahme an der zweiten Staffel der RTL-Tanzshow „Let’s Dance“ bekannt, in der er mit Margarethe Schreinemakers tanzte. Als Trainer für Nachwuchspaare, Referent bei großen Tanzsportveranstaltungen wie z. B. dem Euro Dance Festival im Europa-Park Rust, als Showtänzer und Choreograph arbeitet Jürgen Schlegel auch im angrenzenden Ausland.
In der dritten Staffel der RTL-Tanzshow „Let’s Dance“ war er die choreographische Unterstützung seiner Tanzpartnerin Melissa Ortiz-Gomez, die sich an der Seite von Schauspieler Raúl Richter auf den vierten Platz tanzte. Mit Moritz Sachs („Klaus Beimer“/Lindenstraße) ertanzten sie sich den zweiten Platz (2011). Mit Schauspieler Manuel Cortez gewannen sie die TV-Show (2013). Auch war er an der Finalkür von Sylvie van der Vaart beteiligt. Anita & Alexandra Hofmann lassen sich ebenfalls schon viele Jahre von ihm trainieren.
Im Herbst 2017 gründete Schlegel seine eigene Tanzschule in Ravensburg, das Tanzwerk. Darüber hinaus ist Schlegel seit dem Jahre 1998 als Vorstand des Tanzsportclubs ATC Blau-Rot Ravensburg aktiv.
2018 war Jürgen Schlegel Tanzcoach bei der TV-Show „Darf ich bitten?“, dem Schweizer Pendant des deutschen „Let´s Dance!“ engagiert. Hier tanzte er an der Seite von Brigitte Oertli (9-fache Weltcupsiegerin und 2× Olympia Silber) bis ins Semi-Finale. 2019 tanzte er mit der Schweizer Moderatorin Patricia Boser. 2020 tanzte er mit Influencerin Sara Leutenegger (erfolgreiche Teilnehmerin bei "Germany´s next Topmodel" – Pro 7) bis ins Semifinale. Bedingt durch die Coronapandemie konnte die Sendung nicht wie geplant zu Ende gebracht werden.
Im Mai 2019 wurde Schlegel im Rahmen der Kommunalwahlen als Mitglied der Freien Wähler in den Gemeinderat von Ravensburg gewählt, dem er bis Januar 2022 angehörte.

## Erfolge
mit Ksenija Gorenc:
- Landesmeister C-Latein
- Landesmeister B Latein
- Landesmeister SII-Latein
- Deutschlandcup-Sieger
- Semifinale Deutsche Meisterschaft
- Gewinner International Styrian Open
- Finalist zahlreicher nationaler und internationaler Turniere (1999–2006)

mit Melissa Ortiz-Gomez:
- Semifinale German Open Championships, Stuttgart 2009
- Finale Grand Prix, Troisdorf 2009
- Viertelfinale World Masters, Innsbruck 2009
- Finale Deutsche Meisterschaft 2010, 4. Platz
- Finale Grand Prix, Balingen 2011, 3. Platz

## Auszeichnungen
Im April 2006 wurde Jürgen Schlegel mit seiner Tanzpartnerin Ksenija Gorenc vom Tanzsportverband Baden-Württemberg für ihre tänzerischen Erfolge mit der Sport-Ehrennadel in Silber ausgezeichnet. Im selben Jahr wurden sie von der Stadt Ravensburg zur Mannschaft des Jahres gekürt.
2015 wurde Schlegel zum Sportfunktionär des Jahres von der Stadt Ravensburg gewählt.